# Caudron C.680
Le Caudron C.680 est un avion de sport à deux places construit par Caudron à la fin des années 1930.
Le C.680 était un monoplan à ailes basses entièrement construit en bois, dont la cellule était recouverte de toile et de contreplaqué.
Le Caudron C.684, dérivé du C.680, fut utilisé par Maurice Arnoux pour battre le record du monde de vitesse sur 100 km, catégorie 9 litres, le 1er octobre 1938.